# Sparta (North Carolina)
Sparta is een plaats (town) in de Amerikaanse staat North Carolina, en valt bestuurlijk gezien onder Alleghany County.

## Demografie
Bij de volkstelling in 2000 werd het aantal inwoners vastgesteld op 1817.
In 2006 is het aantal inwoners door het United States Census Bureau geschat op 1773, een daling van 44 (-2,4%).

## Geografie
Volgens het United States Census Bureau beslaat de plaats een oppervlakte van
6,1 km², geheel bestaande uit land.
Ongeveer vijf kilometer ten zuiden van de plaats ligt Stone Mountain State Park met daarin de berg Stone Mountain.

## Geboren
- Del Reeves (1932-2007), countryzanger

## Plaatsen in de nabije omgeving
De onderstaande figuur toont nabijgelegen plaatsen in een straal van 32 km rond Sparta.